# Scriptura sacra
Scriptura sacra je golemi kodeks pisan na pergamentu veličine 37×53,8 cm karolinškom minuskulom u dva stupca, dok su rubrike pisane kapitalom. Kodeks je nekada imao 372 lista, a danas je sačuvan samo 91 list. Pisao ga je fra Dominicus de Tragurio. U kodeksu ima manjih inicijala, pažljivo crtanih crvenom bojom što se ne bi moglo reći za veće inicijale koji nisu tako pažljivo izvedeni. Čuva se u Šibeniku, u samostanu Svetog Frane.